# M. Junus Melalatoa
Muhammad Junus Melalatoa (ur. 26 czerwca 1932 w Takengon, zm. 13 czerwca 2006 w Dżakarcie) – indonezyjski antropolog i etnograf.
Doktoryzował się w 1983 r. na podstawie rozprawy pt. Pseudo Moiety Gayo, Satu Analisa Hubungan Sosial Menurut Kebudayaan Gayo.
Swoją karierę akademicką związał z Uniwersytetem Indonezyjskim, gdzie w 1997 r. objął stanowisko profesora. Był badaczem pracującym dla Centrum Badań nad Społeczeństwem i Kulturą Instytutu Badawczego Uniwersytetu Indonezyjskiego (Pusat Penelitian Kemasyarakatan dan Budaya, Lembaga Penelitian Universitas Indonesia). W latach 1977–1983 był konsultantem badawczym w Dyrektoriacie Generalnym ds. Kultury (Direktorat Jenderal Kebudayaan, Departemen Pendidikan dan Kebudayaan).
Ogłosił dwutomową encyklopedię ludów indonezyjskich (Ensiklopedi Suku Bangsa di Indonesia, 1995). Zapoczątkował czasopismo „Berita Antropologi”.
W 2015 r. został uhonorowany odznaczeniem Satyalancana Kebudayaan.